# Шемар Мур
Шемар Френклин Мур (Оукланд; 20. април 1970) је амерички глумац. Најпознатији је по улогама Малколма Винтерса у телевизијској серији The Young and the Restless (1994–2002, 2004–2005, 2014, 2019, 2023), Дерека Моргана у криминалистичкој драми Злочиначки умови (2005–2016), као и по главној улози наредника II Данијела „Хондо” Харелсона у серији S.W.A.T. (2017–данас), све на телевизији CBS.
Мур је био и трећи стални водитељ музичко-плесне емисије Soul Train у периоду од 1999. до 2003. године. Познат је и по улози агента Г.Ј.У.Н-а Рендала Хендела у другом и трећем филму из серијала Јеж Соник.
Добитник је осам награда NAACP Image Awards, као и Дејтајм Еми награде за најбољег споредног глумца у драмској серији 2000. године, за улогу у серији The Young and the Restless. Године 2016. био је номинован за Награду по избору публике за свој рад на серији Злочиначки умови.

## Рани живот
Шемар Мур је рођен у Оукланду, у савезној држави Калифорнија, као син учитељице Мерилин Вилсон и Шерода Мура. Његов отац био је Афроамериканац, а мајка, рођена у крају Роксбери у Бостону (Масачусетс), ирског и француско-канадског порекла. Мурова мајка, која је имала диплому из математике, радила је као учитељица у Бахреину и Данској. Са њом се као одојче преселио у Данску, а затим у Бахреин када је имао четири године, где је похађао британску приватну школу до седме године. Његова бака по мајци потиче из Квебека у Канади. Мур је навео грађанске немире, друштвену неприхватљивост међурасних веза и расизам у Сједињеним Америчким Државама током 1970-их као разлоге због којих се његова мајка одлучила на живот у иностранству.
Након повратка у Сједињене Државе 1977. године, породица се прво населила у граду Чико, Калифорнија, где је његова мајка радила у једној клиници, а потом се преселила у Пало Алто. Као надарено дете, Мур је похађао школу у Хилсбороу, Калифорнија, а средњу школу завршио је у Пало Алту. Захваљујући спортској стипендији уписао је Универзитет Санта Клара, где је четири године наступао за универзитетски бејзбол тим као бацач и спољни играч. Дипломирао је комуникације, са споредним усмерењем из драмске уметности.

## Каријера
Мур је најпознатији по улози Малколма Винтерса у дневној сапуници The Young and the Restless на телевизији CBS, у којој је глумио више од деценије. У новембру 2004. године се вратио у серију након што је првобитно планирао да је напусти, али је након неколико месеци прешао у споредну поставу и коначно напустио серију у септембру 2005. Године 2007. изјавио је: „Моје време у Y&R је завршено. Осам година као Малколм је сасвим довољно.“
Током снимања The Young and the Restless, Мур је био водитељ синдиковане верзије емисије Soul Train од 1999. до 2003. године, и наступио је у играном филму The Brothers из 2001. Глумио је детектива Џесија Риса у телевизијској серији Birds of Prey од 2002. до 2003. године. Улогу Емерија Симса одиграо је у филму Motives из 2004. уз Вивику Фокс и Голден Брукс, а имао је и споредну улогу у филму Diary of a Mad Black Woman. Такође се појавио у романтичној комедији The Seat Filler са Кели Роуланд и Дујеном Мартином.
Године 2005. Мур је започео улогу Дерека Моргана у оригиналној постави серије Злочиначки умови. У марту 2016. године напустио је улогу након 251 епизоде, у 18. епизоди 11. сезоне под називом A Beautiful Disaster.
У фебруару 2017. објављено је да ће Мур глумити у новој серији CBS-а под називом S.W.A.T., базираној на истоименом филму из 2003. и серији из 1975. године. Серија је до сада снимила осам сезона.
У јуну 2021. објављено је да се Мур придружио глумачкој екипи филма Sonic the Hedgehog 2, у којем тумачи агента Рандала Хандела. Такође се појављује у серији реклама за компанију Paycom као „непотребни акциони херој“.
Мур је радио као модел током студија, а потписао је уговор са агенцијом DNA Model Management у Њујорку. Појавио се на насловној страни мартовског издања часописа Men’s Fitness 2009. године.

## Лични живот
Мур је био у вези са фудбалерком Шоном Гордоном од 2014. до 2016. године. Године 2018. је излазио са глумицом Анабел Акостом, познатом по улози у серији Квантико. Деветог јануара 2023. године, објавио је да он и његова девојка, Џезири Дизон, очекују своје прво дете. Њихова ћерка је рођена 24. јануара 2023. године. У јануару 2025. објављено је да Дизон и Мур више нису у вези.
Мур је основао малопродајну компанију за одећу под називом Baby Girl LLC. Профит ове компаније усмерен је на борбу против мултипле склерозе, болести од које је боловала Мурова мајка. Назив организације потиче од фразе коју је користио лик Дерек Морган, кога је Мур тумачио у серији Злочиначки умови. Године 2016. глумац Кит Тисдел је признао кривицу за велику крађу након што је украо више од 60.000 долара из Baby Girl LLC, и пристао да врати украдени износ.

## Филмографија

### Филмови
| Година | Назив                              | Улога                 | Напомене    |
| ------ | ---------------------------------- | --------------------- | ----------- |
| 1997   | Hav Plenty                         | Крис                  | [ 26 ]      |
| 1998   | Butter                             | Фреди Роланд          | [ 27 ]      |
| 2001   | The Brothers                       | Тери Вајт             | [ 28 ]      |
| 2004   | Motives                            | Емери Симс            | видео       |
| 2004   | Greener                            | Рики Џонсон           | [ 30 ]      |
| 2005   | The Seat Filler                    | Трент                 | [ 31 ]      |
| 2005   | Diary of a Mad Black Woman         | Орландо               | [ 32 ]      |
| 2007   | Motives 2                          | Емери Симс            | [ 33 ]      |
| 2013   | Kill Me, Deadly                    | Пијаниста Бил         | [ 34 ]      |
| 2014   | Justice League: War                | Виктор Стоун / Киборг | глас        |
| 2015   | Justice League: Throne of Atlantis | Виктор Стоун / Киборг | глас        |
| 2016   | The Bounce Back                    | Метју Тејлор          | [ 36 ]      |
| 2016   | Justice League vs. Teen Titans     | Виктор Стоун / Киборг | глас        |
| 2018   | The Death of Superman              | Виктор Стоун / Киборг | глас        |
| 2019   | Reign of the Supermen              | Виктор Стоун / Киборг | глас        |
| 2020   | Justice League Dark: Apokolips War | Виктор Стоун / Киборг | глас        |
| 2022   | Соников филм 2                     | Рендал Хендел         | [ 37 ]      |
| 2024   | Соников филм 3                     | Рендал Хендел         | камео улога |

### Телевизија
| Година                      | Назив                                        | Улога                                 | Напомене                                                  |
| --------------------------- | -------------------------------------------- | ------------------------------------- | --------------------------------------------------------- |
| 1994–2005, 2014, 2019, 2023 | The Young and the Restless                   | Малколм Винтерс                       | Уговорна улога (1994–2005) гостовања (2014–23)            |
| 1995                        | Living Single                                | Џон Марк                              | Епизода: The Last Temptation                              |
| 1996                        | The Jamie Foxx Show                          | Елистер                               | Епизода: Kiss & Tell                                      |
| 1997                        | Дадиља                                       | Малколм Винтерс                       | Епизода: The Heather Biblow Story                         |
| 1997                        | Arliss                                       | Семи Стилтон                          | Епизода: How to Be a Good Listener                        |
| 1998                        | Chicago Hope                                 | Боби Барет                            | Епизода: Waging Bull                                      |
| 1998                        | Mama Flora's Family                          | Линколн Флеминг                       | Телевизијски филм                                         |
| 1999                        | Moesha                                       | Ерл Томас                             | Епизода: Had to Be You                                    |
| 1999                        | For Your Love                                | Дакота Колинс                         | Епизода: Baby Boom                                        |
| 1999                        | Malcolm & Eddie                              | Тај                                   | Епизода: Won't Power                                      |
| 1999–2003                   | Soul Train                                   | себе                                  | водитељ                                                   |
| 2000                        | How to Marry a Billionaire: A Christmas Tale | Џејсон Хант                           | Телевизијски филм                                         |
| 2002–03                     | Birds of Prey                                | Џеси Рис                              | Главна улога                                              |
| 2003                        | Chasing Alice                                | Адам                                  | Телевизијски филм                                         |
| 2004                        | Nikki and Nora                               | Корби                                 | Телевизијски филм                                         |
| 2004                        | Reversible Errors                            | Колинс Фарвел                         | Телевизијски филм                                         |
| 2004                        | Half & Half                                  | Амани Лав                             | Епизода: The Big Good Help Is Hard to Find Episode        |
| 2005–17                     | Злочиначки умови                             | Дерек Морган                          | Главна улога (сезоне 1–11) специјални гост (сезоне 12–13) |
| 2017–25                     | S.W.A.T.                                     | Наредник Данијел Хондо Харелсон Млађи | Главна улога                                              |
| 2020                        | American Soul                                |                                       | Извршни продуцент (сезона 2)                              |

## Награде и номинације
| Година | Награда                   | Категорија                                      | Остварења                  | Резултат  |
| ------ | ------------------------- | ----------------------------------------------- | -------------------------- | --------- |
| 1996   | Дејтајм Еми награде       | Изузетан млађи глумац у драмској серији         | The Young and the Restless | Номинован |
| 1996   | NAACP Image Awards        | Изузетан глумац у дневној драмској серији       | The Young and the Restless | Номинован |
| 1997   | NAACP Image Awards        | Изузетан глумац у дневној драмској серији       | The Young and the Restless | Номинован |
| 1997   | Дејтајм Еми награде       | Изузетан млади глумац у дневној драмској серији | The Young and the Restless | Номинован |
| 1998   | NAACP Image Awards        | Изузетан глумац у дневној драмској серији       | The Young and the Restless | Победио   |
| 1999   | NAACP Image Awards        | Изузетан глумац у дневној драмској серији       | The Young and the Restless | Победио   |
| 2000   | NAACP Image Awards        | Изузетан глумац у дневној драмској серији       | The Young and the Restless | Победио   |
| 2000   | Дејтајм Еми награде       | Изузетан споредни глумац у драмској серији      | The Young and the Restless | Победио   |
| 2001   | NAACP Image Awards        | Изузетан глумац у дневној драмској серији       | The Young and the Restless | Победио   |
| 2002   | NAACP Image Awards        | Изузетан глумац у дневној драмској серији       | The Young and the Restless | Победио   |
| 2005   | NAACP Image Awards        | Изузетан глумац у дневној драмској серији       | The Young and the Restless | Победио   |
| 2005   | Black Reel Awards         | Најбољи глумац, независни филм                  | Motives                    | Номинован |
| 2006   | NAACP Image Awards        | Изузетан глумац у дневној драмској серији       | The Young and the Restless | Победио   |
| 2006   | NAACP Image Awards        | Изузетан глумац у филму                         | Diary of a Mad Black Woman | Номинован |
| 2014   | NAACP Image Awards        | Изузетан глумац у драмској серији               |                            | Номинован |
| 2015   | NAACP Image Awards        | Изузетан глумац у драмској серији               | Победио                    |           |
| 2016   | Награде по избору публике | Омиљени ТВ глумац криминалистичке драме         | Номинован                  |           |